# Меч на закате
«Меч на закате» (англ. Sword at Sunset) — исторический роман британской писательницы Розмэри Сатклиф, впервые опубликованный в 1963 году. Рассказывает о короле Артуре.

## Сюжет
Действие романа происходит в Британии в эпоху Раннего Средневековья, в V веке. Главный герой — принц бриттов Артос (Артур), племянник верховного короля Амвросия, который возглавляет борьбу против нашествия англосаксов. Артос формирует конный отряд в 300 человек и самостоятельно действует против врага по всему острову в качестве графа Британии. После гибели Амвросия его провозглашают императором. По неведению Артос становится отцом Мордреда, рождённого его собственной сестрой. Повзрослев, Модред присоединяется к отцу, а позже поднимает мятеж против него, заключив союз с саксами. Артос одерживает победу и убивает сына в поединке, но сам получает смертельную рану.
Сюжетно «Меч на закате» связан с романом Сатклифф «Факелоносцы», опубликованном раньше (в 1959 году): в нём впервые появляется юный Артос.

## Оценки
Рецензенты отметили «суровый реализм» и «эмоциональную силу письма» Сатклиф, которые выделяют «Меч на закате» на общем фоне артурианы (литературовед О. Манжула пишет о «непоколебимом реализме, тяготеющем к таинственным мифам»). Этот роман стал первым художественным произведением, в котором сюжет об Артуре оказался укоренён в исторических реалиях.
Британский драматург Джеймс Бигон создал на основе романа одноимённую пьесу, впервые поставленную на сцене в 2014 году.